# バンギ州
バンギ州（フランス語: Préfecture de Bangui）は中央アフリカ共和国の州。州都はバンギ。北をオンベラ・ムポコ州、南をロバイエ州、ウバンギ川を挟んで東をコンゴ民主共和国と接する。同国首都のバンギ都市圏から成り、人口は国内で最も多い。一方で面積は最も小さい。面積は3,200平方キロメートル、人口は約143万人（2021年推計）。
2021年1月21日、州から独立した特別市のバンギ市とオンベラ・ムポコ州の2コミューンが合併して成立した。かつてオンベラ・ムポコ州を構成していた2コミューン（ビンボ、ベグア）はバンギ市へ編入され、それぞれバンギ市の区となった。

## 下位行政区画
4郡（sous-préfecture）から成る。さらに郡は10区（arrondissement）に区分される。
| 郡                 | フランス語名   | 人口 (2021年) | 管轄している区       |
| ------------------ | -------------- | ------------- | -------------------- |
| バンギ＝ラピード郡 | Bangui-Rapides | 106,683       | 第1区、第7区         |
| バンギ＝フルーヴ郡 | Bangui-Fleuve  | 536,052       | 第2区、第6区、ビンボ |
| 中央バンギ郡       | Bangui-Centre  | 233,749       | 第3区、第5区         |
| バンギ＝カガ郡     | Bangui-Kagas   | 548,792       | 第4区、第8区、ベグア |